# Distrikt San Clemente

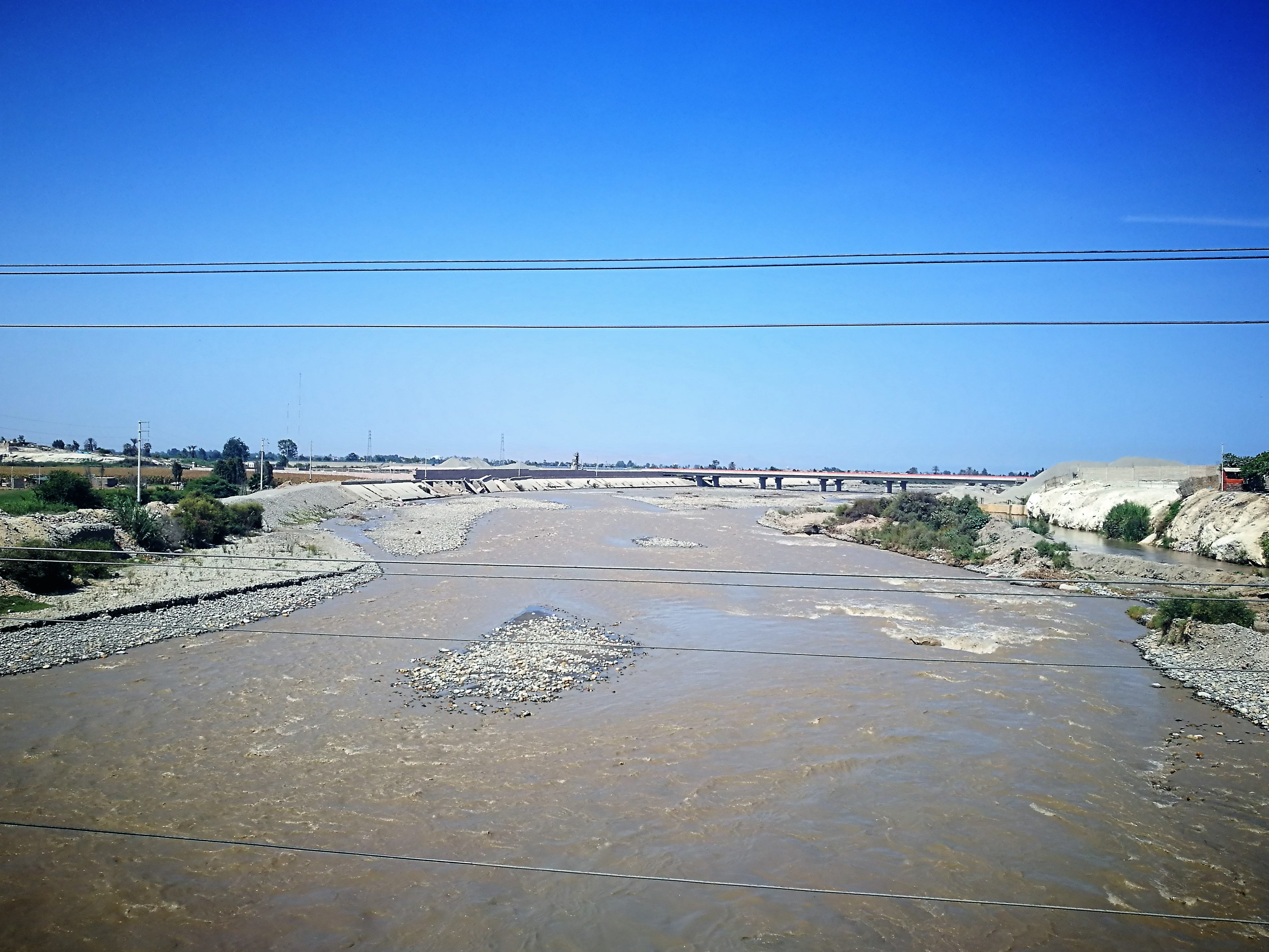
Río Pisco nahe San Clemente

Der Distrikt San Clemente liegt in der Provinz Pisco der Region Ica im Südwesten von Peru. Der am 8. Juni 1985 gegründete Distrikt hat eine Fläche von 127,22 km². Beim Zensus 2017 lebten 24.814 Einwohner im Distrikt. Im Jahr 1993 lag die Einwohnerzahl bei 14.202, im Jahr 2007 bei 19.324. Die Distriktverwaltung befindet sich in der 67 m hoch gelegenen Stadt San Clemente mit 24.207 Einwohnern (Stand 2017). San Clemente liegt 6 km nordöstlich der Provinzhauptstadt Pisco.

## Geographische Lage
Der Distrikt San Clemente befindet sich an der Pazifikküste im Nordwesten der Provinz Pisco. Der Distrikt besitzt eine etwa 10,5 km lange Küstenlinie. Der Distrikt erstreckt sich über die aride Küstenebene. Der Flusslauf des Río Pisco bildet die südliche Distriktgrenze.
Der Distrikt San Clemente grenzt im Norden an den Distrikt El Carmen (Provinz Chincha), im Osten an den Distrikt Independencia sowie im Süden an die Distrikte Humay, Túpac Amaru Inca und Pisco.